# Роща «Дубки»
Роща «Дубки» (Петровская роща) — исторический парк в Таганроге, одно из первых искусственных насаждений в степной России. Памятник природы Ростовской области.

## География
Роща «Дубки» расположена севернее балки Большая Черепаха и ограничена жилым массивом «Дубки», территорией завода «Красный котельщик» (улица Нестора Кукольника) и ул. Дзержинского. Через рощу протекает малая река Большая Черепаха, уходящая в подземный коллектор в районе ул. Дзержинского и выходящая на поверхность земли лишь у самого моря, на Чеховской набережной.

## История
Дубки были засажены в 1771 году по указу Екатерины II. Тогда же была подсажена ближняя «Дубовая роща», располагавшаяся за городским садом (ныне Парк культуры и отдыха им. Горького).
Если верить версии, что посадка желудей по балке Большая Черепаха произведена Петром I в 1701 году, как для «лесу для кораблей», то во время нахождения Таганрога под властью турок (1712—1769) посадка эта могла усохнуть или быть уничтоженной, поэтому Екатерина II издала новый указ.
Первый сохранившийся документ о насаждении в урочище Большой Черепахи дубовой рощи «Дубки» и «Лесков» относится к 1771—1772 годам. В 1800 году при общей переписи корабельных лесов роща «Дубки» была внесена в опись Лесного Департамента Государственного имущества флотским офицером Акимовым. «…На выгонной земле города Таганрога в урочище Большой Черепахи находится казённый дубовый лес, густо растущий от Азовского моря в пяти верстах…».
2 мая 1815 года таганрогский градоначальник Пётр Афанасьевич Папков возбудил перед министром финансов ходатайство о передаче «Дубков» в ведение города для общественных гуляний и прекращении порубки рощи на продажу. Ходатайство было удовлетворено, и 2 июня 1815 года вышло распоряжение «оную рощу предоставить городу Таганрогу пользоваться ненарушимо, мирно и вечно». К тому времени посадка занимала пространство около трёх десятин, деревья были от 3 до 8 сажен вышины и от 2 до 14 дюймов толщины.
В 1820 году в «Дубках» был построен караульный кирпичный домик по проекту городского архитектора Молла. К 1825 году площадь рощи составляла «100 десятин и 1650 квадратных сажен».
В декабре 1840 года при передаче рощи в ведение городской Думы в них оказалось: «дубов крупных — 1500 шт., мелких — 255, верб крупных — 40, яблонь и вишен — 34 шт., кустарника тернового 70 кустов…». В 1858 году «лес казённый на Большой Черепахе дубовый длиною в полверсты, а шириною сажен 100…».
По состоянию на 1 января 1860 года «Дубки» занимали площадь 15 десятин 1730 квадратных сажен на Большой Черепахе. Место служило для гуляний жителей города, здесь находился большой дубовый лес с вязами и другими породами, между деревьев были выстланы дорожки. Ближе к участкам частных лиц лес редел. Летом здесь устраивался временный балаган для содержания буфета. На поддержание мостов, дорожек со скамейками и уход за растительностью в 1859 году из городской казны было выделено 150 рублей.

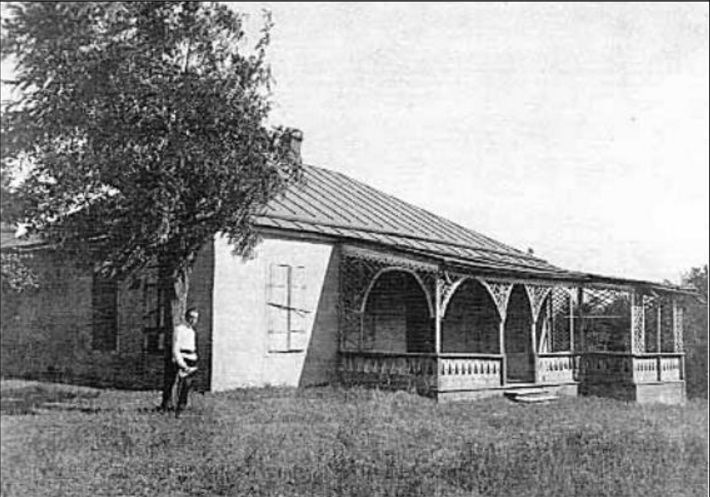
Дом Кукольника в Дубках, около 1900 г.

В районе «Дубков» располагалось имение известного писателя Нестора Васильевича Кукольника (1809—1868), «хутор» из семи домов и земельный участок около 14 га. Судя по некоторым документам здесь он и умер и был похоронен в пятидесяти метрах от имения. И дом, и могила Кукольника были утрачены при расширении за счёт рощи «Дубки» территории завода «Красный котельщик».
В 1898 году в «Дубках» на территории бывшего имения Кукольника был открыт завод «Прометей» по производству взрывчатых веществ. Дело в том, что вдова Нестора Кукольника, А. И. Работина, завещала это имение и изрядную сумму денег Войску Донскому с непременным условием открыть в нём детский приют, носящий имя Н. Кукольника. Но Областное правление Войска Донского не выполнило завещание, предпочтя созданию приюта сдачу имения писателя в аренду. Владельцы близлежащих дач протестовали против размещения опасного для жизни завода и требовали исполнить завещание вдовы Кукольника. Увы, на запрос городской Думы Областное правление Войска Донского ответило резким отказом: «Ответственность за точное исполнение воли завещательницы лежит на областном правлении, и дело с этой стороны не может подлежать обсуждению Таганрогской Думой». Также было сообщено, что Областное правление Войска Донского не считает расположение завода взрывчатых веществ в Таганроге опасным.
Историк Таганрога П. П. Филевский писал: «Окрестности города местами представляют открытую степь, местами же довольно богатую растительностью, например, Дубовая роща вместе с многочисленными частными дачами представляет море зелени…».
В 1904 году была произведена подсадка «Дубков» и устроен дубовый питомник.
В роще «Дубки» в начале XX века ежегодно проходили маёвки, начиная с 1903 года. 14 июня 1903 года на лужайке перед «Дубками» состоялась политическая демонстрация рабочих, более 300 человек. В 1905—1917 годах в «Дубках» происходили большие революционные собрания и митинги.
В 1912 году Александр Чехов писал: "…"Дубки" тоже были окружены полями и представляли собою темно-зелёный оазис среди волнующегося моря хлебов".
Немецко-фашистские захватчики во время оккупации Таганрога в 1941—1943 годах варварски вырубали рощу «Дубки» в целях строительства укреплений на линии Миус-фронта, а также для отправки в Германию леса для судостроения.
29 января 1949 года 7-я сессия городского Совета обсудила вопрос «О мероприятиях по озеленению Таганрога». Было постановлено произвести окончательное восстановление озеленение рощи «Дубки». Четыре сохранившихся дуба высотой до 30 метров, диаметром ствола около 2 метров, окружностью кроны около 16 метров были огорожены.
В 1950 году высажены дубовые саженцы на площади 8 га, к 1952 году площадь посадки была увеличена до 30 га.
В 1950-е годы началось планомерное восстановление знаменитой рощи в первозданном виде, но потом её потеснили пятиэтажные дома новостроек района и расширяющийся завод «Красный котельщик».
С 1969 по 1985 год в роще находилась перенесённая впоследствии в сквер около школы № 34 мемориальная аллея бессмертия.

## Статус парка
В 1978 году роща «Дубки» была признана памятником природы городского значения. Постановлением Администрации Таганрога № 814 от 26 марта 1996 года роще «Дубки» был присвоен статус памятника природы с режимом заказника.
Постановлением Администрации Ростовской области N 418 от 19 октября 2006 года «О памятниках природы Ростовской области» роща «Дубки» был присвоен статус памятника природы Ростовской области. Территория, занятая рощей, признана особо охраняемой природной территорией областного значения, без изъятия земель.
В октябре 2016 года стало известно, что Администрации Ростовской области намерена лишить рощу «Дубки» статуса областного памятника природного значения.

## Современное состояние
В середине 1990-х годов «Дубки» представляли собой жалкое зрелище: кучи мусора, разруха и запустение.
В настоящее время площадь, занимаемая рощей, составляет всего лишь около 3 га.
В конце 2000-х годов началась весьма хаотичная застройка коммерческой недвижимостью ул. Дзержинского в районе входа в парк. Как отмечают специалисты, «…фактически уничтожен вход в исторический парк „Дубки“, и, соответственно, и сам парк потерялся в хаосе безликих торговых „суперрынков“, поскольку входная группа объекта позиционировалась важнейшим звеном — предвестником всего объекта».
С 2002 года на территории «Дубков» муниципальными и общественными организациями периодически проводятся субботники по уборке рощи, спилу погибших деревьев, сбору и вывозу различного мусора. К подобным субботникам обычно привлекаются ученики расположенных рядом школ.